# Alfordsville
Alfordsville est une municipalité américaine située dans le comté de Daviess en Indiana.
Lors du recensement de 2010, sa population est de 101 habitants. La municipalité s'étend sur 0,07 mille carré (0,18 km2).
Alfordsville est fondée en 1845. Elle est nommée en l'honneur de James Alford, qui y construisit la première maison.